# Іоан (Іванов)
Митрополит Іоанн (в миру Іво Міхов Іванов, 13 лютого 1969, Ямбол) — єпископ Болгарської православної церкви, митрополит Варненський і Великопреславський, місцеблюститель патріарха Болгарського (14 березня — 19 березня 2024 року).

## Біографія
Народився 13 лютого 1969 року в Ямболі. 1987 року в рідному місті закінчив музичну школу за спеціальністю флейта. Пройшов регулярну військову службу (1987-89).
У 1991—1993 роках навчався в Софійській духовній семінарії святого Іоанна Рильського, потім закінчив богословський факультет Софійського університету святого Климента Охридського. Спеціалізацію отримав в Московській духовній академії, і в 2000 році захистив кандидатську дисертацію за темою «Вчення про покаяння за творінням святителя Тихона Задонського».
1 липня 1998 року вступив послушником в Кокалянський монастир святого архангела Михаїла під духовним керівництвом архімандрита Назарія.
6 листопада того ж року в Кокалянському монастирі єпископом Макаріопольським Гавриїлом пострижений у чернецтво з ім'ям Іоанн.
24 квітня 1999 року в монастирі святої Петки в селі Клісура поблизу Софії єпископом Макаріопольським Гавриїлом був зведений в сан ієродиякона, а 26 квітня тим же ієрархом — в сан ієромонаха в столичному кафедральному храмі святої Неділі.
1 квітня 2002 року був призначений протосинкелом Софійській єпархії, в зв'язку з чим 28 квітня того ж року в столичному храмі святих Седмочісленників Патріархом Максимом був піднесений до рангу архімандрита.
7 березня 2007 року рішенням Священного Синоду Болгарської православної церкви визначено бути вікарним єпископом.
18 березня 2007 року в Патріаршому кафедральному соборі святого князя Олександра Невського висвячений в титулярного єпископа Знепольского, вікарія Софійській єпархії.
22 грудня 2013 року обраний митрополитом Варненським і Великопреславським.
У жовтні 2015 року в Шамбезі очолював делегацію Болгарської православної церкви під час П'ятої Всеправославної передсоборної наради.
14 березня 2024 року, після смерті Патріарха Болгарського Неофіта  на засіданні Священного Синоду обраний місцеблюстителем патріарха Болгарського. Перебував на цій посаді до 19 березня 2024 року, коли місцеблюстителем патріарха Болгарського було обрано митрополит Врачанського Григорія (Цветкова).